# برآوردگر

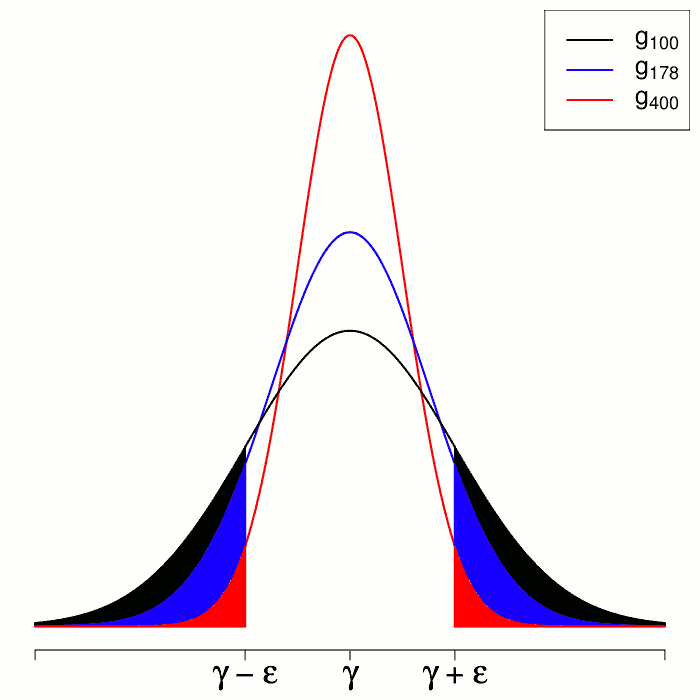
یک برآوردگر سازگار (n=۱۰۰,۱۷۵,۴۰۰) را برای پارامتر نشان می‌دهد: افزایش n به برآوردگرهایی با واریانس کوچک‌تر منجر می‌شود.

در علم آمار، برآوردگر، برآوردیاب، تخمین‌زننده یا برآوردکننده، آماره‌ای (به انگلیسی: Estimator) (تابعی از داده‌های مشاهده شده) است که یک پارامتر آماری نامعلوم را تخمین می‌زند. به محصول اعمال تابع برآوردگر بر روی یک مشاهده آماری خاص برآورد گفته می‌شود. از آنجایی که برآوردگرهای مختلفی برای یک پارامتر قابل تصور است، معیارهایی (مانند برآوردگر خطی بودن یا برآوردگر نااریب بودن) جهت محدود کردن یا انتخاب یک برآوردگر از میان همه برآوردگرها در نظر گرفته می‌شود.
اگر به جای نمونهٔ تصادفیِ X1, X2, ..., Xn، از یافته‌های آن نمونهٔ تصادفی یعنی x1, x2, ..., xn، در تابع آمارهٔ U=g(X۱, X۲, …, Xn)‎ استفاده کنیم، یافتهٔ آماره که عددی مانند u است حاصل خواهد شد که می‌توان از آن برای یافتن مقدار تقریبی پارامتر مجهولی مانند θ استفاده کرد. در این شرایط عدد u را یک برآورد (تخمین) برای پارامتر θ می‌گویند. با توجه به این تعریف هر برآوردیابی برای متغیر θ یک آماره است، اما هر آماره‌ای یک برآوردیاب برای θ نیست.

## ویژگی‌های کمّی
تعریف‌ها و ویژگی‌های زیر مرتبطند:

### خطا
برای نمونهٔ {\displaystyle x}، خطای برآوردگر {\displaystyle {\widehat {\theta }}} به شکل زیر تعریف می‌شود:
{\displaystyle e(x)={\widehat {\theta }}(x)-\theta ,}
که در آن {\displaystyle \theta } پارامتری است که تخمین زده می‌شود. خطای e تنها وابسته به برآوردگر نیست (یعنی به فرمول یا فرایند برآورد)، بلکه به نمونه هم وابسته است.

### میانگین مربعات خطا
خطای_میانگین_مربعات {\displaystyle {\widehat {\theta }}} به عنوان مقدار مورد انتظار مربعات خطا تعریف می‌شود.
{\displaystyle \operatorname {MSE} ({\widehat {\theta }})=\operatorname {E} [({\widehat {\theta }}(X)-\theta )^{2}].}
این مقدار تعیین می‌کند که به‌طور متوسط چه‌مقدار مجموعهٔ برآوردها از پارامتر تخمین‌زاده شده دور است (تفاوت دارد).

### انحراف نمونه‌گیری
برای نمونهٔ به‌خصوص {\displaystyle x} انحراف نمونه‌گیری پارامتر  {\displaystyle {\widehat {\theta }}} به شکل:
{\displaystyle d(x)={\widehat {\theta }}(x)-\operatorname {E} ({\widehat {\theta }}(X))={\widehat {\theta }}(x)-\operatorname {E} ({\widehat {\theta }}),}
تعریف می‌شود، که در آن {\displaystyle \operatorname {E} ({\widehat {\theta }}(X))} امید_ریاضی برآوردگر است. انحراف نمونه‌گیری d تنها وابسته به برآوردگر نیست، بلکه به نمونه هم وابسته ست.